# Comunidad de Estados Independientes
La Comunidad de Estados Independientes (CEI; en ruso: Содружество Независимых Государств, romanizado: Sodrúzhestvo Nezavísimyj Gosudárstv) es una organización internacional compuesta por nueve de las quince antiguas repúblicas de la Unión Soviética, con la excepción de los tres Estados bálticos (Estonia, Letonia y Lituania), que actualmente son Estados de la Unión Europea; Turkmenistán, que abandonó la organización el 26 de agosto de 2005 para convertirse en miembro asociado; Georgia, que se retiró el 18 de agosto de 2009 tras la guerra ruso-georgiana de 2008; y Ucrania que pese a haber sido un Estado fundador e integrante de facto, nunca fue miembro de iure de la CEI ya que no llegó a ratificar el estatuto de la organización. Ucrania finalizó formalmente su participación en los órganos estatutarios de la CEI en 2018. Mongolia participa en algunas estructuras de la CEI como miembro observador.
Tras la invasión rusa de Ucrania en 2022, Moldavia expresó su intención de retirarse progresivamente del marco institucional de la CEI. En mayo de 2023, el Parlamento moldavo se retiró del acuerdo por el que se establece la Asamblea Interparlamentaria de la CEI.
Su creación firmó la disolución de la Unión Soviética y, según Vladímir Putin, su propósito fue el permitir un «divorcio civilizado» entre las repúblicas que conformaban la Unión Soviética. Desde la creación de la CEI se han firmado numerosos acuerdos acerca de cooperación económica, defensa y relaciones internacionales y seguridad colectiva entre sus Estados miembros. Del seno de esta comunidad surgió la alianza político-militar llamada Organización del Tratado de la Seguridad Colectiva.

## Historia
Ya en 1991 la disolución de la Unión Soviética era algo inevitable, a pesar de que los referendos habidos en la mayoría de sus repúblicas mostraban un claro apoyo a mantener la constitucionalidad e institucionalidad de la Unión Soviética. El 8 de diciembre, los dirigentes de la RSFS de Rusia, RSS de Bielorrusia y RSS de Ucrania se reunieron en la reserva natural de Belavézhskaya Pushcha, 50 kilómetros al norte de la ciudad de Brest, en Bielorrusia, donde firmaron el Tratado de Belavezha. Nace así la idea de la Comunidad de Estados Independientes (CEI), al mismo tiempo que anuncian que la nueva confederación estará abierta a todas las repúblicas soviéticas, así como a todas aquellas que compartan los mismos objetivos.
El presidente de la Unión Soviética, Mijaíl Gorbachov, describió la reunión como algo «ilegal y peligroso» y «un golpe constitucional a la nación». Pero pronto fue claro que poco o nada había por hacer. El 21 de diciembre, los dirigentes de 11 de las 15 repúblicas de la Unión Soviética se reunieron en Alma Ata, en la RSS de Kazajistán, y firmaron el tratado. De esta manera, la CEI quedaba ratificada y la Unión Soviética oficialmente disuelta.
El 25 de diciembre de 1991, Gorbachov renuncia a la presidencia de un país que ya no existía. Las tres repúblicas bálticas (Estonia, Letonia y Lituania) no firmaron el tratado, de la misma manera que la RSS de Georgia: los cuatro países argumentaban que habían sido forzosamente incorporados a la Unión Soviética.
Los once Estados originales fueron Armenia, Azerbaiyán, Bielorrusia, Kazajistán, Kirguistán, Moldavia, Rusia, Tayikistán, Turkmenistán, Ucrania y Uzbekistán. En diciembre de 1993, finalmente, Georgia se une a la CEI tras una guerra civil en la que tropas rusas intervinieron a favor del gobierno de Eduard Shevardnadze, cercano a Moscú. El 26 de agosto de 2005, Turkmenistán abandonó el organismo para convertirse en miembro asociado. En agosto de 2008, Georgia anuncia su retirada total de la CEI tras la guerra de Osetia del Sur y deja de ser miembro formal del órgano en agosto de 2009. En marzo de 2014, Ucrania anuncia que deja de participar de la CEI después de la adhesión de Crimea a Rusia y sus representantes fueron retirados en mayo de 2018, debido a la guerra del Dombás.

## Papel y organización de la CEI
Las oficinas centrales de la CEI se encuentran localizadas en Minsk, la capital de Bielorrusia. El cargo de «presidente de la CEI» es conocido como «secretario ejecutivo». Hasta la fecha, la mayoría de sus dirigentes han sido rusos o bielorrusos. Actualmente la organización está encabezada por Serguéi Nikolayevich Lebedev.
Desde el punto de vista histórico, la CEI puede ser vista como la organización sucesora de la Unión Soviética. Sin embargo, es de resaltar que la CEI no es un Estado en sí como la URSS y es comparable a la CELAC, por su carácter internacional, antes que a la Unión Soviética, que era un Estado federal.
La CEI tiene a su cargo la coordinación del comercio, finanzas, leyes y seguridad de los Estados miembros. De estos poderes, prácticamente ninguno se ejercen en un ámbito supranacional y es criticada (interior y exteriormente) como una organización simbólica. Para cambiar esto, la prioridad más importante de la organización es el establecimiento de una zona franca en su órbita y la unión económica de sus miembros.
Durante los Juegos Olímpicos de 1992 (de invierno en Albertville, Francia, y de verano en Barcelona, España) la CEI participó bajo el nombre del Equipo Unificado, compuesto en su mayoría por deportistas de 12 repúblicas soviéticas, por primera y única vez. En otros eventos deportivos del mismo año (tales como la Eurocopa 1992) también participa la selección de fútbol de la CEI. Desde 1993, cada Estado miembro ha competido bajo su propia bandera nacional.
En Miss Universo 1992, se envió una candidata a nombre de la CEI, que representó a todas las naciones que pertenecían a la organización.

### Instituciones
Los miembros de la CEI pueden interactuar y coordinar sus acciones a través de las siguientes instituciones:
- Consejo de Jefes de Estado.
- Consejo de Jefes de Gobierno.
- Consejo de Ministros de Relaciones Exteriores.
- Consejo de Ministros de Defensa.
- Asamblea Interparlamentaria: establecida en marzo de 1992 como una institución de consulta, los primeros participantes fueron Armenia, Bielorrusia, Kazajistán, Tayikistán, Uzbekistán, Kirguistán y Rusia. Entre 1993 y 1996 Azerbaiyán, Georgia y Moldavia también se unieron. Ucrania accedió a unirse en 1999.

La Asamblea Interparlamentaria tiene sus sesiones en San Petersburgo dos veces al año y está compuesta por delegaciones parlamentarias de cada uno de sus Estados miembros. La Asamblea Interparlamentaria cuenta con comisiones permanentes: Asuntos legales, Economía y finanzas, Política social y Derechos humanos, Ecología y Recursos naturales.
- Corte Económica.
- Consejo Económico.
- Comité Ejecutivo.
- Consejo de Comandantes de Frontera.
- Banco Interestatal.
- Comité de Estadísticas Interestatal.

En 1992 se acordó constituir un Tribunal de Arbitraje con sede en Minsk y un Consejo Económico Consultivo con sede en Kiev.

### Actualidad

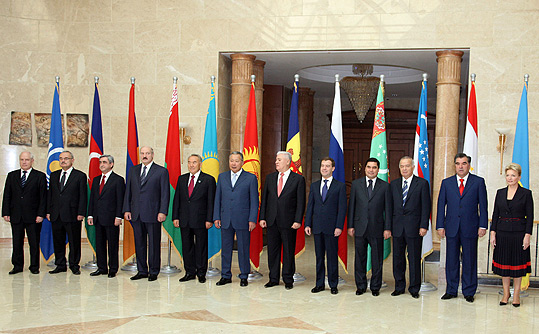
Dirigentes de la CEI reunidos en 2008 en Biskek, Kirguistán.

Entre 2003 y 2005, presidentes de tres países de la CEI fueron depuestos en una serie de Revoluciones de colores: Eduard Shevardnadze en Georgia, Leonid Kuchma en Ucrania y Askar Akayev en Kirguistán. Los nuevos gobiernos tomaron un giro claramente prooccidental, tratando de alejarse de la influencia de Moscú y acercarse tanto a la Unión Europea como a Estados Unidos.
Pocos de estos incidentes han logrado resolverse de forma armoniosa para Rusia, ya que sólo Kirguistán, tras una revuelta popular acaecida entre 2009 y 2013, volvió a la esfera de influencia rusa con la ayuda de la fuerza militar y la inteligencia de la potencia regional, con lo que pudo retornar a las anteriores condiciones y retomar sus relaciones bilaterales en forma ordenada.
En el caso ucraniano, la persecución política a Yulia Timoshenko y a su movimiento político les ha costado graves críticas internacionales; aparte, su postura indecisa sobre si se adhiere a la UE o a la CEI antes de 2014 llevó a no formalizar y/o profundizar sus relaciones tanto con el conjunto de la CEI como en el entorno internacional y, sobre todo, con las antiguas repúblicas soviéticas fuertemente ligadas a Rusia.El 19 de mayo de 2018, Poroshenko firmó un decreto que ponía fin formalmente a la participación de Ucrania en los órganos estatutarios de la CEI. La secretaría de la CEI declaró que seguirá invitando a Ucrania a participar. Ucrania ha declarado además que tiene la intención de revisar su participación en todos los acuerdos de la CEI y solo continuar en aquellos que sean de su interés. Desde la invasión de Crimea de 2014 y la guerra abierta con Rusia desde 2022 no parece probable un nuevo acercamiento de Ucrania a la CEI.
El país que ha estado más radicalmente opuesto a la CEI ha sido Georgia, tras el resultado del conflicto armado del año 2008, tras el que le ha mostrado una actitud desafiante a la Federación Rusa, ya que en el conflicto las naciones autoproclamadas de Osetia del Sur y Abjasia fueron reconocidas por Rusia, no apoyando así los intereses de la propia Georgia, que vio disminuir su territorio nacional en buena medida. Aparte, Georgia ha firmado numerosos acuerdos con Estados Unidos y aparentemente cursa un acuerdo para su admisión a la OTAN, pero los nacionalistas georgianos se han mostrado reticentes a dicha idea y, aparte, se ha abogado por la normalización de las relaciones con Rusia, ante los deficientes resultados macroeconómicos.
Otro país que se distancia del Kremlin es Moldavia, que se está acercando más a la Unión Europea y alejando de la CEI por su fuerte vinculación a Rumanía y el persistente conflicto en Transnistria. Esta última república no actúa como sujeto de derecho internacional y no es reconocida salvo por las también autoproclamadas Osetia del Sur y Abjasia.
- Países miembros de Comunidad de Estados Independientes en la actualidad:
  - Armenia
  - Azerbaiyán
  - Bielorrusia
  - Kazajistán
  - Kirguistán
  - Moldavia (participación suspendida)
  - Rusia
  - Tayikistán
  - Turkmenistán
  - Uzbekistán

## Organizaciones asociadas

### Organización de Cooperación de Asia Central
Kazajistán, Kirguistán, Tayikistán, Turkmenistán y Uzbekistán formaron la OCAC en 1991 como Mancomunidad de Asia Central (CAC)[cita requerida] La organización continuó en 1994 como Unión Económica de Asia Central (CAEU), en la que no participaron Tayikistán ni Turkmenistán. En 1998 se convirtió en la Cooperación Económica de Asia Central (CEAC), que supuso el regreso de Tayikistán. El 28 de febrero de 2002 adoptó su nombre actual. Rusia se unió el 28 de mayo de 2004. El 7 de octubre de 2005, los Estados miembros decidieron que Uzbekistán se uniera[cita requerida] a la Comunidad Económica Eurasiática y que las organizaciones se fusionaran. No está claro qué ocurrirá con el estatus de los actuales observadores de la CACO que no son observadores de la EurAsEC (Georgia y Turquía).

### Comunidad para la Democracia y los Derechos de las Naciones
Los Estados postsoviéticos en disputa de Abjasia, Artsaj, Osetia del Sur y Transnistria son todos miembros de la Comunidad para la Democracia y los Derechos de las Naciones, cuyo objetivo es forjar una integración más estrecha entre los miembros.